# نوشدارو (مجموعه تلویزیونی)
نوشدارو یک مجموعه تلویزیونی محصول سال ۱۳۹۲–۱۳۹۱ به کارگردانی، نویسندگی جواد اردکانی و تهیه‌کنندگی علی لدنی می‌باشد که از شبکه یک پخش شد. این مجموعه در ٣٠ قسمت ۵۰ دقیقه ای تهیه شد
این مجموعه داستان تلاش شش نیروی جهاد سازندگی است که در زمان جنگ در جبهه سنگر سازی می‌کردند و در زمان حاضر هم همچنان روحیه جهادی خود را حفظ کرده‌اند و در صنعت نفت مشغول به فعالیت هستند اما مشکلات و ماجراهایی برای این گروه پیش می‌آید که داستان نوشدارو را می‌سازد.
از نکات جالب توجه در این سریال حضور استاد روانشناس استاد محمد علی اکبری بود که در قسمتهایی از این فیلم حضور داشتند و به ایفای نقش پرداختند.

## بازیگران
- رضا فیاضی
- اصغر همت
- امیرعلی نبویان
- رز رضوی
- ساقی عسگری
- علی بکائیان
- محمد علی اکبری
- سیامک اشعریون
- شیوا خسرومهر
- هدایت هاشمی
- سهند جاهدی
- محمد علی اکبری